# ديفيد تاياكاسى
ديفيد تاياكاسى (بالإنجليزية: David Tyavkase)‏ (30 ديسمبر 1984 بنهر بنوي في الكاميرون - ) هو لاعب كرة قدم نيجيري في مركز الهجوم. شارك مع منتخب نيجيريا لكرة القدم. أما مع النوادي، فقد لعب مع لوبي ستارز ونادي اتحاد بيتام ونادي إنييمبا إنترناشونال.

## روابط خارجية
- ديفيد تاياكاسى على موقع قاعدة بيانات كرة القدم.إي يو (الإنجليزية)
- ديفيد تاياكاسى على موقع ناشيونال فوتبول تيمز (الإنجليزية)